# Sant Pere de Preixens
Sant Pere de Preixens és l'església parroquial, d'estil neoclàssic, de Preixens (la Noguera) protegida com a bé cultural d'interès local. L'església parroquial de Sant Pere, situada en un lloc elevat, és una petita construcció molt simple, que queda encaixada entre els edificis adjacents. L'església de Sant Pere és a la part alta del nucli de Preixens, a l'est de l'edifici de l'ajuntament i al sud del turó dominat pel castell de Preixens. L'edifici es troba aïllat, situat en un pla intermedi entre el castell i la plaça Major (plaça de l'Església), amb la porta encarada a l'oest i la capçalera situada sobre el desnivell que separa aquest pla del carrer que voreja el nucli per l'est (Carrer del Corral Nou).
Es tracta d'una església de petites dimensions, d'una sola nau, amb campanar de base quadrada i teulada a doble vessant amb el carener perpendicular a la façana. Aquesta, feta amb carreus de gres bastant regulars, està dominada per la portalada d'accés i la torre del campanar a la dreta, feta amb el mateix aparell. La porta està emmarcada per un arc de mig punt de nou grans dovelles de la mateixa mida resseguides a l'exterior per un guardapols motllurat que inclou un escut (actualment llis) sobre la dovella clau. A sobre d'aquest escut, s'obre una espitllera de petites dimensions acabada en arc rodó.
L'aparell és de carreus regulars en tot el seu conjunt, i molt restaurat en la part posterior de l'edifici. La façana presenta una progressiva disminució de la mida del carreu, el qual, a l'alçada de l'obertura sobreposada a la porta, varia en la seva qualitat
L'accés a l'església és un arc de mig punt, emmarcat per un conjunt de grans dovelles resseguides per un guardapols que inclou l'escut situat al seu damunt. Aquest marc, desproporcionat respecte a les dimensions de l'obertura, marca l'eix de simetria, juntament amb la finestra d'arc de mig punt. La coberta a dues vessants de la nau de l'església no és visible a la façana per la inclusió en un costat d'un campanar de planta quadrada, que en trenca la simetria.
El campanar quadrat i amb quatre obertures també acabades en arcs de mig punt, està rematat per un teulat a quatre vessants (piramidal) sobre un ràfec de tres nivells de rajola i teula.
Després del primer terç en sentit longitudinal des de la façana principal, l'edifici s'eixampla a banda i banda, probablement per encabir a l'interior un creuer amb volta per aresta, aixecat sobre pilastres i decorat segons el cànon neoclàssic.